# Lastva (Czarnogóra)
Lastva (cyr. Ластва) – wieś w Czarnogórze, w gminie Cetynia. W 2011 roku liczyła 18 mieszkańców.